# Кяменка
Кяменка (Сига) — река в России, протекает в Сегежском районе Республики Карелия. Вытекает из озера Сиго, протекает через озеро Кяменицкое, впадает в Выгозеро. Длина реки составляет 28 км, площадь водосборного бассейна — 242 км².
К бассейну Кяменки также относится Сявнозеро, с которым она связана безымянным ручьём.

## Данные водного реестра
По данным государственного водного реестра России относится к Баренцево-Беломорскому бассейновому округу, водохозяйственный участок реки — бассейн озера Выгозеро до Выгозерского гидроузла, без реки Сегежа до Сегозерского гидроузла. Речной бассейн реки — бассейны рек Кольского полуострова и Карелии, впадает в Белое море.
Код объекта в государственном водном реестре — 02020001212102000005592.